# Despedida
Despedida è l'album di debutto della cantante spagnola Sabela, pubblicato il 29 novembre 2019 su etichetta discografica Universal Music Spain.

## Tracce
1. Despedida – 2:02
2. El paso – 2:56
3. Sin tu amor – 2:19
4. Nai – 3:04
5. Dame un señal – 3:12
6. Mi reina – 3:13
7. Nazco yo – 3:19

## Classifiche
| Classifica (2019) | Posizione massima |
| ----------------- | ----------------- |
| Spagna            | 11                |